# Ивичест медовец
Ивичестите медовци (Tarsipes rostratus), известни и като медени посуми или посуми медоеди, са вид дребни бозайници, единствен представител на семейство Tarsipedidae от разред Двурезцови торбести (Diprotodontia).

## Разпространение и местообитание
Разпространени са в храстовите и гористи савани в югозападния ъгъл на щата Западна Австралия. Макар че ареалът е ограничен, видът е широко разпространен в него.

## Описание
Достигат 6,5 до 9 сантиметра дължина, масата на мъжките е 7 до 11 грама, а на женските – 8 до 16 грама.

## Поведение
Активни са през нощта и са сред малкото бозайници, които се хранят изцяло с цветен прашец и нектар. Те са важни опрашители на евкалиптовите растения в района и на растения от семейство Протейнови.

## Размножаване
Липсва ясно изразена сезонност при ражданията. Особен пик се наблюдава през януари – февруари. При раждането си малките тежат едва 2—6 mg и са едни от най-малките новородени сред бозайниците. Раждат се до 4 малки, които остават в марсупиума до 8 седмици. Към 11 седмица от живота си малките стават напълно независими, а полова зрялост достигат на около 6 месеца.
Тестисите при мъжките съставят около 4,2% от общата маса на тялото. Сперматозоидите са с дължина 0,36 mm. Това са едни от най-дългите сперматозоиди сред бозайниците.